# Coach (série de televisão)
Coach foi uma sitcom estadunidense exibida entre 28 de fevereiro de 1989 e 14 de maio de 1997, num total de 200 episódios, pelo canal ABC. A série teve 9 temporadas e foi estrelada por Craig T. Nelson como "Hayden Fox" e também marcou a presença de Jerry Van Dyke como "Luther", Bill Fagerbakke como "Dauber" e Rob Schneider que aparecia ocasionalmente. A série foi criada por Barry Kemp, que também foi consultor executivo da série Táxi e da série Newhart. Foi ele quem lançou Craig T. Nelson estrelando um papel numa comédia.

## Enredo
"Hayden Fox" (Craig T. Nelson) era o treinador de futebol americano do time da Minnesota State University Screaming Eagles e lidava quase que diariamente com os conflitos éticos que envolvem a vida de um time, desde sua escalação, aos treinamentos e direcionamentos dos jogadores.  
Fox montou o time com a ajuda do alegre, porém distraído Luther (Jerry Van Dick) e Dauber um ex-jogador. Agora ambos eram seus assistentes. No começo da série o time estava numa fase de muita sorte e chegaram até a ganhar a Pionner Bowl. Em casa, Hayden também tem seus problemas, como por exemplo, administrar seu relacionamento com sua filha e com a sua namorada Christine Armstrong (Shelley Fabares).
Aliás, as mulheres na vida de Hayden eram um capítulo à parte e cheias de situações cômicas. Na primeira temporada iniciou um namoro com Christine, uma bonita comentarista esportiva de uma televisão local. A única coisa que Christine queria era somente um pouco mais de atenção por parte de Hayden. Kelly Fox (Clare Carey) era sua filha, que praticamente vivia na mesma universidade, mas Hayden a via escassamente, desde que ele se divorciou da mãe de sua filha há 16 anos.
Apesar da série possuir uma base um pouco frágil, Coach permaneceu na televisão americana durante 8 anos. Inevitavelmente, sofreu mudanças no meio do caminho. Durante seis longas temporadas Hayden ficou caído de amor por Christine. Durante as temporadas de 1992 a 1993, Hayden e Christine tentaram casar duas vezes. A primeira vez foi em Kentucky e a segunda em Las Vegas e finalmente na terceira vez eles conseguiram. Os dois primeiros foram uns desastres, mas o terceiro se concretizou.
Kelly também se casou com um estudante igual a ela chamado Stuart Rosebrock (Kris Kamm), entretanto eles logo se divorciaram. Mas tarde foi trabalhar em uma agência de publicidade em Nova Nova Iorque onde largou, na temporada de 1994. Depois disso deixou o espetáculo, aparecendo somente esporadicamente. Luther manteve casos amorosos com interessantes mulheres, incluindo a rica Sra. Rizzendough, Lorraine e a atrapalhada Ruthanne (Travis McKenna). Dauber se apaixonou pela rival de Hayden, a treinadora de basquetebol feminino Judy Watkins (Pam Stone). Howard Burleigh (Kenneth Kimmins) era o calvo administrador da faculdade e mantinha autoridade sobre Hayden e Shirley Burleigh (Geórgia Engel) era sua esposa.
Na busca completa de mudanças, entre a temporada de 1995 a 1996, Hayden, Christine, Luther e Dauber muda-se para Florida, deixando Minnesota, onde Hayden se torna treinador de um time de futebol americano profissional, The Orlando Breakers, um time novo que lhe dá muitas dores de cabeça. Neste momento Katherine Helmond entra no elenco interpretando Doris Sherman, a dona do time. Todas essas mudanças foram fazendo o público perder o interesse pela série e em 1997 ela foi encerrada.